# Nederland op de Olympische Zomerspelen 1928

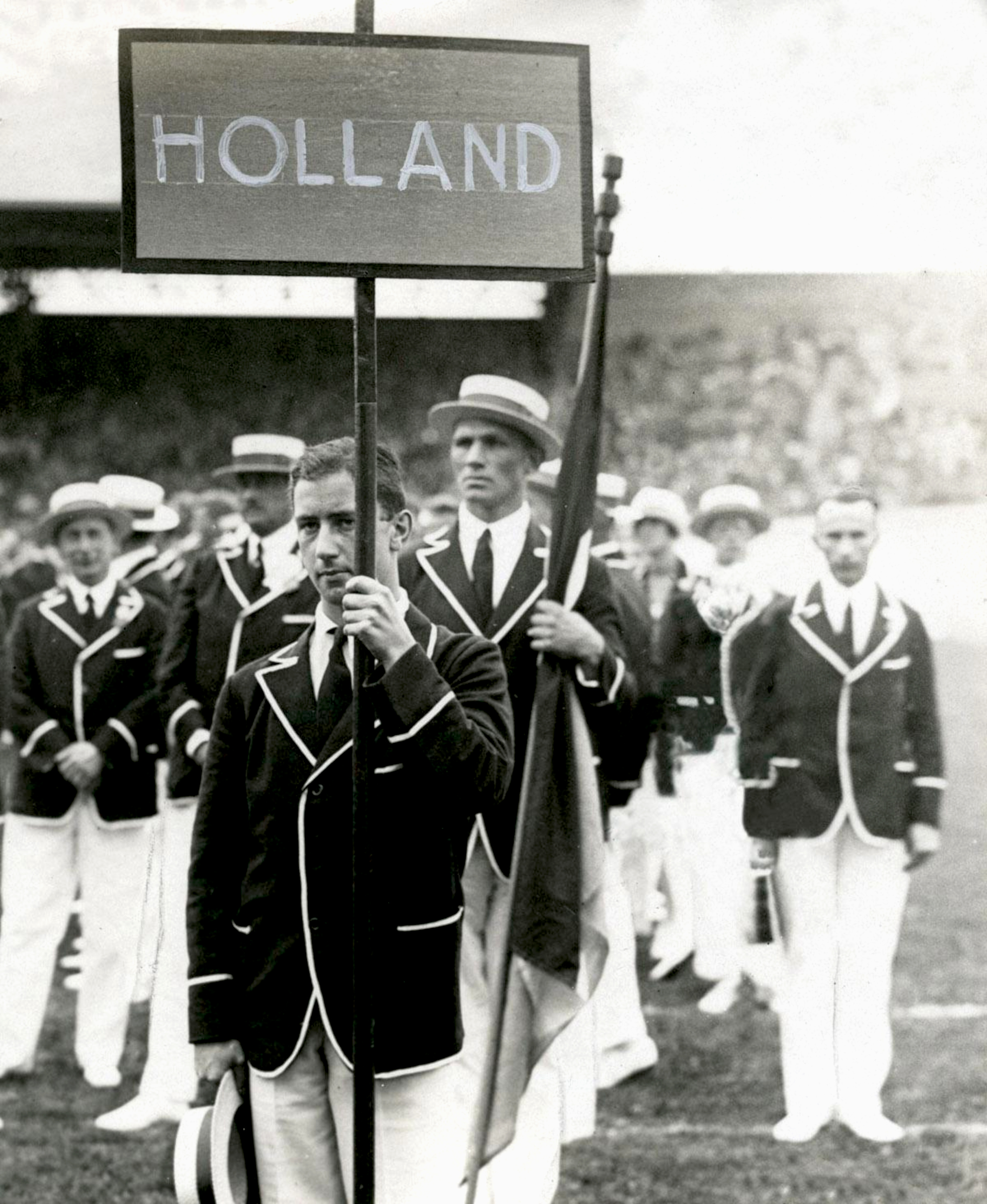
Nederlandse ploeg tijdens de openingsceremonie

Harry Dénis legde namens alle sporters de olympische eed af

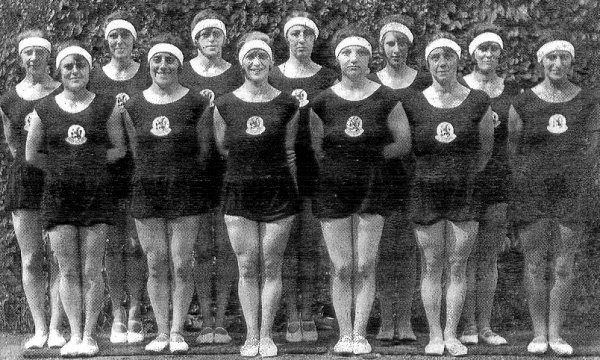
Het gouden olympische (Nederlandse) turnteam

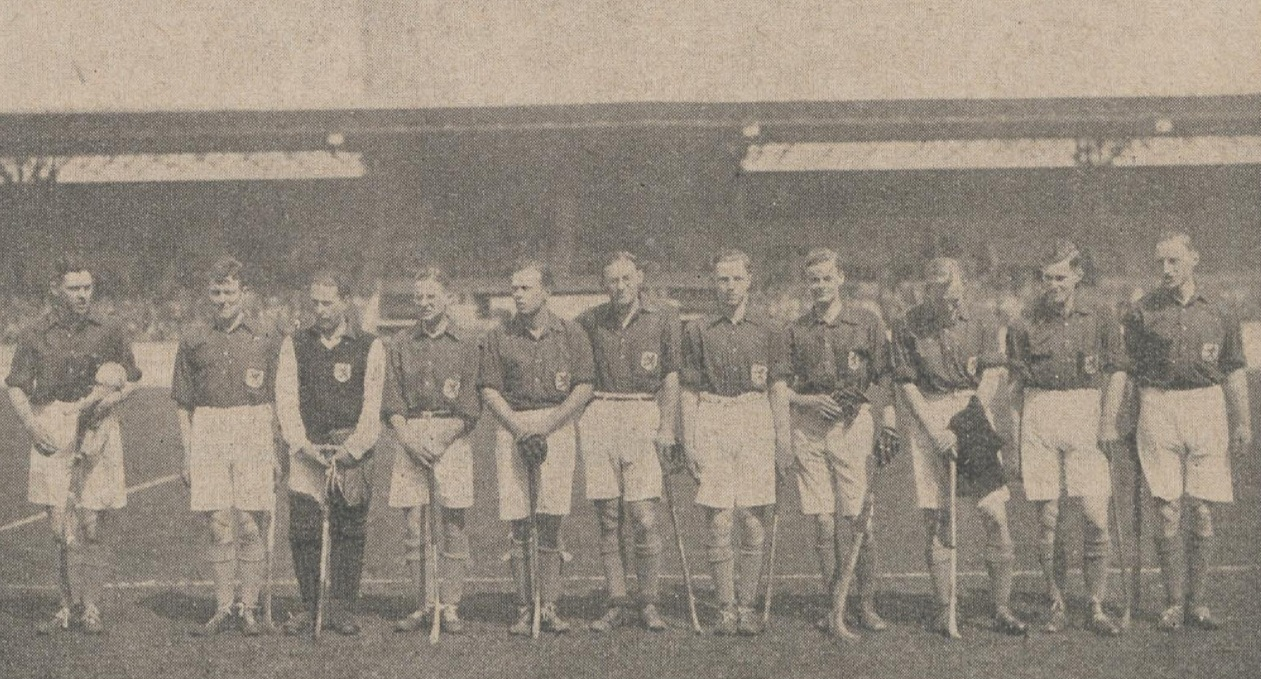
Het Nederlandse hockeyteam

Nederland was de gastheer van de Olympische Zomerspelen 1928 in Amsterdam. 

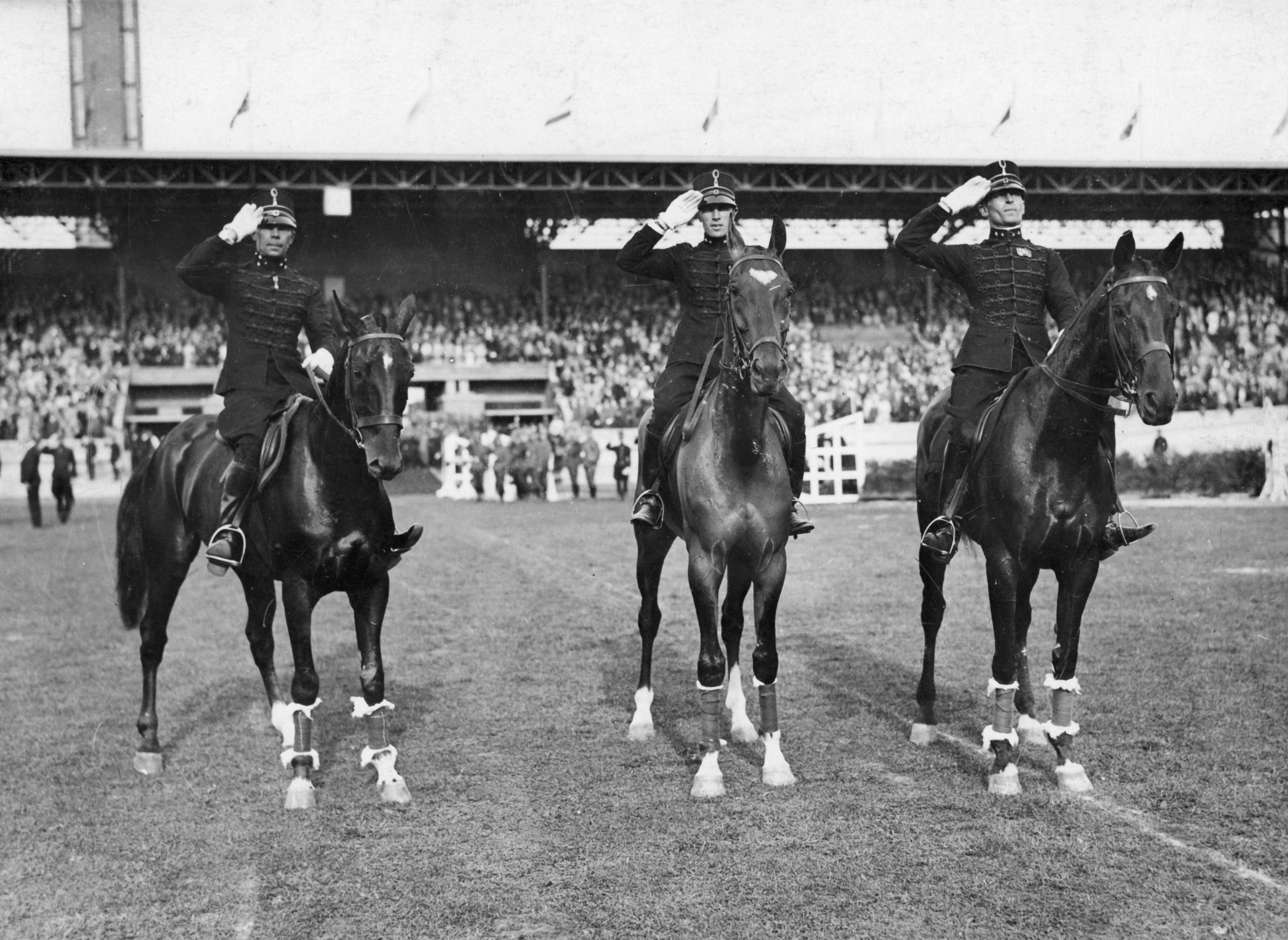
De winnaars op de military

## Medailles
| Sport         | Olympiër                                                                 | Discipline                      | Medaille |
| ------------- | ------------------------------------------------------------------------ | ------------------------------- | -------- |
| Boksen        | Bep van Klaveren                                                         | Vedergewicht (m)                | Goud     |
| Paardensport  | Charles Pahud de Mortanges                                               | eventing (m)                    | Goud     |
| Paardensport  | Dolf van der Voort van Zijp Charles Pahud de Mortanges Gerard de Kruijff | eventing team (m)               | Goud     |
| Turnen        | Olympisch team                                                           | vrouwen                         | Goud     |
| Wielrennen    | Bernard Leene Daan van Dijk                                              | 2000 m tandem (m)               | Goud     |
| Zwemmen       | Marie Braun                                                              | 100 m rug (v)                   | Goud     |
|               |                                                                          |                                 |          |
| Atletiek      | Lien Gisolf                                                              | hoogspringen (v)                | Zilver   |
| Hockey        | Olympisch team                                                           | mannen                          | Zilver   |
| Paardensport  | Gerard de Kruijff                                                        | eventing (m)                    | Zilver   |
| Wielrennen    | Gerard Bosch van Drakestein                                              | 1000 m tijdrit (m)              | Zilver   |
| Wielrennen    | Antoine Mazairac                                                         | 1000 sprint (m)                 | Zilver   |
| Wielrennen    | Johannes Maas Pieter van der Horst Janus Braspennincx Jan Pijnenburg     | 4000 m ploegenachtervolging (m) | Zilver   |
| Zeilen        | Olympisch team                                                           | 8 meter klasse (m)              | Zilver   |
| Zwemmen       | Mietje Baron                                                             | 200m school (v)                 | Zilver   |
| Zwemmen       | Marie Braun                                                              | 400m vrij (v)                   | Zilver   |
|               |                                                                          |                                 |          |
| Boksen        | Karel Miljon                                                             | Halfzwaargewicht (m)            | Brons    |
| Gewichtheffen | Guus Scheffer                                                            | tot 75 kg (m)                   | Brons    |
| Gewichtheffen | Johannes Verheijen                                                       | tot 82,5 kg (m)                 | Brons    |
| Paardensport  | Jan van Reede Pierre Versteegh Gerard le Heux                            | dressuur team (m)               | Brons    |

## Overzicht per sport
| Sport            | Deelnemers | Goud | Zilver | Brons | Totaal |
| ---------------- | ---------- | ---- | ------ | ----- | ------ |
| Atletiek         | 50         |      | 1      |       | 1      |
| Boksen           | 6          | 1    |        | 1     | 2      |
| Gewichtheffen    | 10         |      |        | 2     | 2      |
| Hockey           | 11         |      | 1      |       | 1      |
| Moderne vijfkamp | 3          |      |        |       | '      |
| Paardensport     | 8          | 2    | 1      | 1     | 4      |
| Roeien           | 21         |      |        |       | '      |
| Schermen         | 19         |      |        |       | '      |
| Schoonspringen   | 5          |      |        |       | '      |
| Turnen           | 18         | 1    |        |       | 1      |
| Voetbal          | 11         |      |        |       | '      |
| Waterpolo        | 7          |      |        |       | '      |
| Wielrennen       | 11         | 1    | 3      |       | 4      |
| Worstelen        | 7          |      |        |       | '      |
| Zeilen           | 12         |      | 1      |       | 1      |
| Zwemmen          | 15         | 1    | 2      |       | 3      |
| Totaal           | 214        | 6    | 9      | 4     | 19     |

## Resultaten per onderdeel

### Atletiek
| Olympiër                                                       | Discipline               | Resultaat    | Prestatie |
| -------------------------------------------------------------- | ------------------------ | ------------ | --- |
| Dolf Benz                                                      | 100m (m)                 | serie        | serie 8: 11,4 (4e tijd) |
| Rinus van den Berge                                            | 100m (m)                 | kwartfinale  | serie 8: 11,1 (2e tijd) KF 1: (4e tijd)                                                                                          |
| Rinus van den Berge                                            | 200m (m)                 | kwartfinale  | serie 4: (2e tijd) KF 2: (4e tijd)                                                                                               |
| Rinus van den Berge                                            | 400m (m)                 | serie        | serie 1: (4e tijd) |
| Jaap Boot                                                      | 100m (m)                 | serie        | serie 3: (3e tijd) |
| Wim Hennings                                                   | 100m (m)                 | serie        | serie 1: 11,4 (4e tijd) |
| Harry Broos                                                    | 200m (m)                 | kwartfinale  | serie 13: (2e tijd) KF 3: (5e tijd)                                                                                              |
| Harry Broos                                                    | 400m (m)                 | halve finale | serie 7: (2e tijd) KF 5: (2e tijd) HF 1: 49,9 (5e tijd)                                                                          |
| Andries Hoogerwerf                                             | 400m (m)                 | kwartfinale  | serie 5: (2e tijd) KF 3: (4e tijd)                                                                                               |
| Andries Hoogerwerf                                             | 800m (m)                 | serie        | serie 3: (6e tijd) |
| Adje Paulen                                                    | 400m (m)                 | kwartfinale  | serie 13: (2e tijd) KF 6: (4e tijd)                                                                                              |
| Adje Paulen                                                    | 800m (m)                 | serie        | serie 2: (4e tijd) |
| Guus Zeegers                                                   | 800m (m)                 | serie        | serie 1: (4e tijd) |
| Guus Zeegers                                                   | 1500m (m)                | serie        | serie 1: (5e tijd) |
| Wim Effern                                                     | 1500m (m)                | serie        | serie 6: (6e tijd) |
| Frédéric Charles du Hen                                        | 1500m (m)                | serie        | serie 2: niet gefinisht |
| Jan Zeegers                                                    | 1500m (m)                | serie        | serie 3: (8e tijd) |
| Pieter Gerbrands                                               | 5000m (m)                | serie        | serie 2: niet gefinisht |
| Arie Klaase                                                    | 5000m (m)                | serie        | serie 3: niet gefinisht |
| Nol Wolf                                                       | 5000m (m)                | serie        | serie 1: niet gefinisht |
| Jan Britstra                                                   | 110m horden (m)          | serie        | serie 7: (4e tijd) |
| Arie Kaan                                                      | 110m horden (m)          | serie        | serie 2: (4e tijd) |
| Arie van Leeuwen                                               | 110m horden (m)          | serie        | serie 5: (4e tijd) |
| Lau Spel                                                       | 110m horden (m)          | serie        | serie 9: (3e tijd) |
| Bram Groeneweg                                                 | marathon (m)             | -            | niet gefinisht |
| Henri Landheer                                                 | marathon (m)             | 30e          | 2:51.59 |
| Pleun van Leenen                                               | marathon (m)             | 55e          | 3:14.37 |
| Teun Sprong                                                    | marathon (m)             | -            | niet gefinisht |
| Willem Frederik van der Steen                                  | marathon (m)             | 57e          | 3:19.53 |
| Joop Vermeulen                                                 | marathon (m)             | 54e          | 3:13.47 |
| Hannes de Boer                                                 | verspringen (m)          | 6e           | kwalificatie: 7,32m, 6,96m finale: geen verbetering                                                                              |
| Gijs Lamoree                                                   | verspringen (m)          | kwalificatie | kwalificatie: 6,87m |
| Gijs Lamoree                                                   | hink-stap-springen (m)   | 13e          | kwalificatie: 14,08m |
| Toon van Welsenes                                              | verspringen (m)          | kwalificatie | kwalificatie: 6,96m |
| Jan Blankers                                                   | hink-stap-springen (m)   | 9e           | kwalificatie: 14,35m |
| Steef van Musscher                                             | hink-stap-springen (m)   | 15e          | kwalificatie: 13,93m |
| Wim Peters                                                     | hink-stap-springen (m)   | 7e           | kwalificatie: 14,55m |
| Frits Bührman                                                  | hoogspringen (m)         | 28e          | kwalificatie: 1,70m |
| Joop Kamstra                                                   | hoogspringen (m)         | 28e          | kwalificatie: 1,70m |
| Henri Thesingh                                                 | hoogspringen (m)         | 19e          | kwalificatie: 1,77m |
| Kees van der Zee                                               | polsstokhoogspringen (m) | 14e          | kwalificatie 3,30m |
| Gerrit Eijsker                                                 | discuswerpen (m)         | kwalificatie | kwalificatie: 35,94m |
| Gerrit Postma                                                  | discuswerpen (m)         | kwalificatie | kwalificatie: 39,80m |
| Jaap Knol                                                      | speerwerpen (m)          | kwalificatie | kwalificatie: 52,68m |
| Joop van der Leij                                              | speerwerpen (m)          | kwalificatie | kwalificatie: 47,73m |
| Henk Kamerbeek                                                 | kogelslingeren (m)       | kwalificatie | kwalificatie: 46,02m |
| Rinus van den Berge Harry Broos Andries Hoogerwerf Adje Paulen | 4x400m (m)               | serie        | serie 2: (4e tijd) |
|                                                                |                          |              | |
| Lies Aengenendt                                                | 100m (v)                 | serie        | serie 7: 13,0 (3e tijd) |
| Rie Briejer                                                    | 100m (v)                 | serie        | serie 6: 13,1 (3e tijd) |
| Nettie Grooss                                                  | 100m (v)                 | serie        | 12,9 (3e tijd) |
| Bets ter Horst                                                 | 100m (v)                 | serie        | serie 8: 13,0 (3e tijd) |
| Mien Duchateau                                                 | 800m (v)                 | serie        | serie 3: (4e tijd) |
| Aat van Noort                                                  | 800m (v)                 | serie        | serie 2: (4e tijd) |
| Sjaan Mallon                                                   | 800m (v)                 | serie        | serie 1: (4e tijd) |
| IJke Buisma                                                    | hoogspringen (v)         | kwalificatie | kwalificatie: 1,40m |
| Lien Gisolf                                                    | hoogspringen (v)         | Zilver       | kwalificatie: 1,40m finale: 1ste poging 1,45m 1ste poging 1,48m 1ste poging 1,51m 2e poging 1,54m 2e poging 1,56m ongeldig 1,58m |
| Bets Dekens                                                    | discuswerpen (v)         | kwalificatie | kwalificatie: 29,36m |
| Lena Michaëlis                                                 | discuswerpen (v)         | kwalificatie | kwalificatie: 31,04m |
| Lies Aengenendt Rie Briejer Nettie Grooss Bets ter Horst       | 4x100m (v)               | 5e           | serie: 50,4 (2e tijd) finale: 59,8                                                                                               |

### Boksen
| Olympiër         | Discipline                     | Resultaat   | Prestatie |
| ---------------- | ------------------------------ | ----------- | --- |
| Ben Bril         | vlieggewicht (–50,8kg) (m)     | kwartfinale | 1/16F: vrijgeloot versloeg Myles McDonagh Ierland KF: verloor van Baddie Libanon Zuid-Afrika                                                                                                   |
| Bep van Klaveren | vedergewicht (–57,2kg) (m)     | Goud        | 1/16F: vrijgeloot 1/8F: versloeg Juan Muñoz Panadez Spanje KF: versloeg Frederick Perry Groot-Brittannië HF: versloeg Harold Devin Verenigde Staten finale: versloeg Víctor Peralta Argentinië |
| David Baan       | lichtgewicht (–61,2kg) (m)     | kwartfinale | 1/16F: vrijgeloot 1/8F: versloeg Fred Webster Groot-Brittannië KF: verloor van Hans Jakob Nielsen Denemarken                                                                                   |
| Cor Blommers     | weltergewicht (–66,7kg) (m)    | kwartfinale | 1/16F: vrijgeloot 1/8F: versloeg Adrien Annet België KF: verloor van Raul Landini Argentinië                                                                                                   |
| Karel Miljon     | halfzwaargewicht (–79,4kg) (m) | Brons       | 1/8F: versloeg Emil Johansson-Vallsater Zweden KF: versloeg Alfred Jackson Groot-Brittannië HF: verloor van Ernst Pistulla Duitsland om brons: versloeg Donald McCorkindale Verenigde Staten   |
| Sam Olij         | zwaargewicht (+79,4kg)         | kwartfinale | 1/8F: versloeg Joseph Goyder Groot-Brittannië KF: verloor van Arturo Rodríguez Argentinië |

### Gewichtheffen
| Olympiër                 | Discipline                      | Resultaat | Prestatie                                                    |
| ------------------------ | ------------------------------- | --------- | ------------------------------------------------------------ |
| Cornelis Hendrik Compter | vedergewicht (-60kg) (m)        | 19e       | drukken: 75kg trekken: 70kg stoten: 92,5kg totaal:232,5 kg   |
| Henk de Wolf             | vedergewicht (-60kg) (m)        | 16e       | drukken: 72,5kg trekken: 75kg stoten: 100kg totaal: 247,5kg  |
| Gerrit Roos              | lichtgewicht (-67,5kg) (m)      | 14e       | drukken: 75kg trekken: 75kg stoten: 105kg totaal:255kg       |
| Cor Tabak                | lichtgewicht (-67,5kg) (m)      | 10e       | drukken: 77,5kg trekken: 82,5kg stoten: 115g totaal: 270kg   |
| Guus Scheffer            | middengewicht (-75 kg) (m)      | Brons     | drukken: 97,5kg trekken: 105kg stoten: 125kg totaal: 327,5kg |
| Joop Zalm                | middengewicht (-75 kg) (m)      | 9e        | drukken: 92,5kg trekken: 85kg stoten: 107,5kg totaal: 285kg  |
| Willem Tholen            | halfzwaargewicht (-82,5 kg) (m) | 12e       | drukken: 87,5kg trekken: 90kg stoten: 120kg totaal: 297,5kg  |
| Jan Verheijen            | halfzwaargewicht (-82,5 kg) (m) | Brons     | drukken: 95kg trekken: 105kg stoten: 137,5kg totaal: 337,5kg |
| Hendrik Verheijen        | zwaargewicht (+82,5 kg) (m)     | -         | drukken: 102,5kg trekken: 100kg stoten: -kg totaal: -kg      |
| Minus Verheijen          | zwaargewicht (+82,5 kg) (m)     | 12e       | drukken: 100kg trekken: 90kg stoten: 130kg totaal: 325kg     |

### Gymnastiek
| Olympiër | Discipline        | Resultaat | Prestatie |
| --- | ----------------- | --------- | --- |
| Klaas Boot | brug (m)          | 66e       | 37,25 |
| Klaas Boot | paard voltige (m) | 77e       | 33,00 |
| Klaas Boot | rekstok (m)       | 71e       | 40,25 |
| Klaas Boot | ringen (m)        | 81e       | 36,00 |
| Klaas Boot | sprong (m)        | 69e       | 22,50 |
| Klaas Boot | meerkamp (m)      | 71e       | 169,00 |
| Pieter van Dam | brug (m)          | 51e       | 42,75 |
| Pieter van Dam | paard voltige (m) | 59e       | 41,25 |
| Pieter van Dam | rekstok (m)       | 69e       | 42,00 |
| Pieter van Dam | ringen (m)        | 77e       | 38,25 |
| Pieter van Dam | sprong (m)        | 34e       | 26,125 |
| Pieter van Dam | meerkamp (m)      | 59e       | 190,375 |
| Mozes Jacobs | brug (m)          | 55e       | 42,00 |
| Mozes Jacobs | paard voltige (m) | 21e       | 51,25 |
| Mozes Jacobs | rekstok (m)       | 85e       | 25,75 |
| Mozes Jacobs | ringen (m)        | 45e       | 46,00 |
| Mozes Jacobs | sprong (m)        | 49e       | 25,00 |
| Mozes Jacobs | meerkamp (m)      | 60e       | 190,00 |
| Hugo Licher | brug (m)          | 84e       | 21,50 |
| Hugo Licher | paard voltige (m) | 61e       | 40,50 |
| Hugo Licher | rekstok (m)       | 86e       | 32,75 |
| Hugo Licher | ringen (m)        | 86e       | 32,75 |
| Hugo Licher | sprong (m)        | 55e       | 24,25 |
| Hugo Licher | meerkamp (m)      | 85e       | 143,50 |
| Elias Melkman | brug (m)          | 64e       | 38,25 |
| Elias Melkman | paard voltige (m) | 65e       | 38,75 |
| Elias Melkman | rekstok (m)       | 39e       | 49,50 |
| Elias Melkman | ringen (m)        | 41e       | 48,75 |
| Elias Melkman | sprong (m)        | 55e       | 24,25 |
| Elias Melkman | meerkamp (m)      | 56e       | 199,50 |
| Willibrordus Pouw | brug (m)          | 61e       | 39,25 |
| Willibrordus Pouw | paard voltige (m) | 70e       | 37,50 |
| Willibrordus Pouw | rekstok (m)       | 68e       | 42,50 |
| Willibrordus Pouw | ringen (m)        | 70e       | 40,00 |
| Willibrordus Pouw | sprong (m)        | 67e       | 22,875 |
| Willibrordus Pouw | meerkamp (m)      | 65e       | 182,125 |
| Jacobus van der Vinden | brug (m)          | 78e       | 31,50 |
| Jacobus van der Vinden | paard voltige (m) | 78e       | 32,00 |
| Jacobus van der Vinden | rekstok (m)       | 43e       | 48,75 |
| Jacobus van der Vinden | ringen (m)        | 79e       | 37,25 |
| Jacobus van der Vinden | sprong (m)        | 78e       | 19,00 |
| Jacobus van der Vinden | meerkamp (m)      | 71e       | 169,00 |
| Israel Wijnschenk | brug (m)          | 71e       | 34,75 |
| Israel Wijnschenk | paard voltige (m) | 54e       | 44,00 |
| Israel Wijnschenk | rekstok (m)       | 65e       | 42,75 |
| Israel Wijnschenk | ringen (m)        | 72e       | 39,75 |
| Israel Wijnschenk | sprong (m)        | 74e       | 21,375 |
| Israel Wijnschenk | meerkamp (m)      | 64e       | 182,625 |
| Elias Melkman Pieter van Dam Mozes Jacobs Israel Wijnschenk Willibrordus Pouw Klaas Boot Jacobus van der Vinden Hugo Licher                                                                      | team (m)          | 8e        | 199,500 Elias Melkman 190,375 Pieter van Dam 190,000 Mozes Jacobs 182,625 Israel Wijnschenk 182,125 Willibrordus Pouw 169,000 Jacobus van der Vinden 251,250 groepsoefening 1364,875 totaal |
| |                   |           | |
| Stella Agsteribbe Petronella Burgerhof Elka de Levie Lea Nordheim Ans Polak Judikje Simons Co Stelma Mien van den Berg Alie van den Bos Annie van der Vegt Petronella van Randwijk Riek van Rumt | team (v)          | Goud      | 98,50 groepsoefening 110,00 toestellen 108,25 sprong 316,75 totaal |

### Hockey
| Olympiër | Discipline | Resultaat | Prestatie |
| --- | ---------- | --------- | --- |
| Jan Ankerman Jan Brand Rein de Waal Emile Duson Gerrit Jannink Adriaan Katte August Kop Ab Tresling Paul van de Rovaart Robert van der Veen Haas Visser 't Hooft | mannen     | Zilver    | Groepsfase 5-0 Nederland - Frankrijk 2-1 Nederland - Duitsland 1-1 Nederland - Spanje Finale 0-3 Nederland - Brits-Indië |

### Moderne vijfkamp
| Olympiër          | Discipline           | Resultaat  | Prestatie |
| ----------------- | -------------------- | ---------- | --- |
| Christiaan Tonnet | Moderne Vijfkamp (m) | 7e plaats  | Schieten: 8e plaats Zwemmen: 24e plaats Schermen: 27e plaats Hardlopen: 4e plaats Paardrijden: 6e plaats Totaal: 69 punten    |
| Willem van Rhijn  | Moderne Vijfkamp (m) | 9e plaats  | Schieten: 11e plaats Zwemmen: 10e plaats Schermen: 5e plaats Hardlopen: 17e plaats Paardrijden: 28e plaats Totaal: 71 punten  |
| Tjeerd Pasma      | Moderne Vijfkamp (m) | 24e plaats | Schieten: 32e plaats Zwemmen: 13e plaats Schermen: 34e plaats Hardlopen: 5e plaats Paardrijden: 24e plaats Totaal: 108 punten |

### Paardensport
| Olympiër                        | Discipline        | Resultaat | Prestatie |
| ------------------------------- | ----------------- | --------- | --- |
| Gerard Willem le Heux           | dressuur (m)      | 12e       | 205,82 punten |
| Jan Hermannus van Reede         | dressuur (m)      | 8e        | 220,70 punten |
| Pierre Marie Robert Versteegh   | dressuur (m)      | 9e        | 216,44 punten |
| landenteam                      | dresseur team (m) | Brons     | 205,82 punten Gerard Willem le Heux 220,70 punten Jan Hermannus van Reede 216,44 punten Pierre Marie Robert Versteegh 642,96 totaal       |
| Gerard de Kruijff               | eventing (m)      | Zilver    | 251,26 punten, dresuur (1e) 1416 punten, uithoudingsproef 300 punten, springen 1967,26 punten, totaal                                     |
| Gerard de Kruijff               | springen (m)      | 27e       | 8 fouten, tijd 1.41 |
| Charles Pahud de Mortanges      | eventing (m)      | Goud      | 237,82 punten, dresuur (2e) 1432 punten, uithoudingsproef 300 punten, springen 1969,82 punten, totaal                                     |
| Dolf van der Voort van Zijp     | eventing (m)      | 4e        | 224,60 punten, dresuur (5e) 1404 punten, uithoudingsproef 300 punten, springen 1928,6 punten, totaal                                      |
| landenteam                      | eventing team (m) | Goud      | 1967,26 punten Gerard de Kruijff 1969,82 puntenCharles Pahud de Mortanges 1928,6 punten Dolf van der Voort van Zijp 5865,68 punten totaal |
| Antonius Theodorus Colenbrander | springen (m)      | 29e       | 8 fouten, tijd 1.46 |
| Charles Henri Labouchere        | springen (m)      | 30e       | 10 fouten, tijd 1.44 |
| landenteam                      | springenteam (m)  | 10e       | 8 fouten Gerard de Kruijff 8 fouten Antonius Theodorus Colenbrander 10 fouten Charles Henri Labouchere 26 fouten totaal                   |

### Roeien
| Olympiër | Discipline            | Resultaat    | Prestatie |
| --- | --------------------- | ------------ | --- |
| Bert Gunther | skiff (m)             | 4e           | serie: verloor van Joseph Wright Canada herkansing ronde 1: versloeg Jack Mottart België ronde 2: versloeg Béla Szendey Hongarije KF: versloeg Josef Straka Tsjecho-Slowakije HF: verloor van Ken Myers Verenigde Staten om brons: verloor van David Collet Groot-Brittannië |
| Hein van Suylekom Carel van Wankum                                                                                              | twee-zonder (m)       | ronde 2      | ronde 1: verloren van Romeo Sisti & Nino Bolzoni Italië herkansing ronde 1: versloegen Philippe Van Volckxsom & Carlos Vandendriessche België ronde 2: verloren van Bruno Müller & Kurt Moeschter Duitsland                                                                  |
| Han Cox Constant Pieterse | dubbeltwee (m)        | ronde 3      | ronde 1: verloren van Joseph Wright & Jack Guest Canada herkansing ronde 1: versloegen Antonio Tuzi & Mario Melchiori Italië ronde 2: versloegen Humphrey Boardman & Denis Guye Groot-Brittannië ronde 3: verloren van Leo Losert & Viktor Flessl Oostenrijk                 |
| Tjapko van Bergen Cornelis Dusseldorp Hendrik Smits                                                                             | twee-met-stuurman (m) | eerste ronde | ronde 1: verloren van België |
| Simon Bon Ansco Dokkum Paul Maasland Egbertus Waller                                                                            | vier-zonder (m)       | herkansing   | ronde 1: verloren van Italië herkansing ronde 1: verloren van Duitsland |
| Teun Beijnen Guus van Ditzhuyzen Daan Ferman Jan Huges Tjallie James Henri Eli Kruyt Appel Ooiman Koos Schouwenaar Jaap Stenger | acht (m)              | ronde 2      | ronde 1: verloren van Polen Herkansing ronde 1: versloegen België ronde 2: verloren van Italië |

### Schermen
| Olympiër | Discipline             | Resultaat      | Prestatie                                                                             |
| --- | ---------------------- | -------------- | ------------------------------------------------------------------------------------- |
| Nicolaas Nederpeld | Floret individueel (m) | Niet geplaatst | Eerste ronde 4 overwinningen Halve finale 0 overwinningen                             |
| Frans Mosman | Floret individueel (m) | Niet geplaatst | Eerste ronde 3 overwinningen                                                          |
| Paul Kunze | Floret individueel (m) | Niet geplaatst | Eerste ronde 3 overwinningen                                                          |
| Frans Mosman Doris de Jong Nicolaas Nederpeld Paul Kunze Wouter Brouwer Otto Schiff                                       | Floret team (m)        | Niet geplaatst | Eerste ronde 1 overwinning Tweede ronde 0 overwinningen                               |
| Willem Driebergen | Degen individueel      | Niet geplaatst | Eerste ronde 5 overwinningen Kwartfinale 6 overwinningen Halve finale 3 overwinningen |
| Pieter Mijer | Degen individueel      | Niet geplaatst | Eerste ronde 3 overwinningen                                                          |
| Arie de Jong | Degen individueel      | Niet geplaatst | Eerste ronde 2 overwinningen                                                          |
| Leonard Kuypers Arie de Jong Henri Wijnoldy-Daniëls Willem Driebergen Alfred Labouchere Karel, Jonkheer van den Brandeler | Degen team (m)         | Niet geplaatst | Eerste ronde 1 overwinning Kwartfinale 1 overwinning Halve finale 0 overwinningen     |
| Arie de Jong | Sabel individueel (m)  | 9e plaats      | Eerste ronde 5 overwinningen Halve finale 4 overwinningen Finale 4 overwinningen      |
| Jan van der Wiel | Sabel individueel (m)  | 11e plaats     | Eerste ronde 4 overwinningen Halve finale 5 overwinningen Finale 2 overwinningen      |
| Henri Wijnoldy-Daniëls | Sabel individueel (m)  | Niet geplaatst | Eerste ronde 1 overwinning                                                            |
| Cornelis Ekkart Hendrik Hagens Maarten van Duim Jan van der Wiel Arie de Jong Henri Wijnoldy-Daniëls                      | Sabel team (m)         | Niet geplaatst | Eerste ronde 1 overwinning Halve finale 1 overwinning                                 |
| |                        |                |                                                                                       |
| Jo de boer | Floret individueel (v) | 8e plaats      | Eerste ronde 5 overwinningen Halve finale 7 overwinningen Finale 2 overwinningen      |
| Adriana Admiraal-Meijerink                                                                                                | Floret individueel (v) | Niet geplaatst | Eerste ronde 3 overwinningen Halve finale 2 overwinningen                             |
| Friederike Koderitsch | Floret individueel (v) | Niet geplaatst | Eerste ronde 0 overwinningen                                                          |

### Schoonspringen
| Olympiër            | Discipline             | Resultaat      | Prestatie                               |
| ------------------- | ---------------------- | -------------- | --------------------------------------- |
| Louis Gompers       | 3 m plank (m)          | Niet geplaatst | Eerste ronde 24 punten                  |
| Henk Lotgering      | 3 m plank (m)          | Niet geplaatst | Eerste ronde 29 punten                  |
| Henk Lotgering      | 10 m torenspringen (m) | Niet geplaatst | Eerste ronde 33 punten                  |
| Emanuel Davidson    | 10 m torenspringen (m) | Niet geplaatst | Eerste ronde 40 punten                  |
|                     |                        |                |                                         |
| Truus Klapwijk      | 3 m springplank (v)    | 7e plaats      | 35 punten                               |
| Alida van Leeuwen   | 3 m springplank (v)    | 8e plaats      | 35 punten                               |
| Catharina Hesterman | 3 m springplank (v)    | 10e plaats     | 50 punten                               |
| Mietje Baron        | 10 m toren (v)         | 4e plaats      | Eerste ronde 12 punten Finale 21 punten |
| Alida van Leeuwen   | 10 m toren (v)         | Niet geplaatst | Eerste ronde 24 punten                  |
| Truus Klapwijk      | 10 m toren (v)         | Niet geplaatst | Eerste ronde 31,5 punten                |

### Voetbal
| Olympiër | Discipline | Resultaat | Prestatie |
| --- | ---------- | --------- | --- |
| Dolf van Kol Leo Ghering Bertus Freese Jan Elfring Puck van Heel Piet van Boxtel Wout Buitenweg Harry Dénis Pierre Massy Gejus van der Meulen Jaap Weber | mannen     | 1/8F      | achtste finale 0-2 Nederland - Uruguay troosttoernooi eerste ronde 3-1 Nederland - België finale 2-2 Nederland - Chili deze stand was na verlengingen Nederland won de loting, maar schonk de gewonnen beker aan Chili |

### Waterpolo
| Olympiër | Discipline | Resultaat   | Prestatie                                                                                         |
| --- | ---------- | ----------- | ------------------------------------------------------------------------------------------------- |
| Koos Köhler Sjaak Köhler Frans Kuyper Cornelis Leenheer Abraham van Olst Jan Scholte Han van Senus Jean van Silfhout | mannen     | kwartfinale | voorronde 11-1 Nederland - Zwitserland kwartfinale 3-5 Nederland - Groot-Brittannië na verlenging |

### Wielrennen
| Olympiër                                                      | Discipline               | Resultaat | Prestatie |
| ------------------------------------------------------------- | ------------------------ | --------- | --- |
| Gerard Bosch van Drakestein                                   | 1000m tijdrit (m)        | Zilver    | 1.15,1 |
| Antoine Mazairac                                              | sprint (m)               | Zilver    | ronde 1: versloeg Sydney Cozens Groot-Brittannië & Culan Juillet Chili KF: versloeg Jack Standen Australië HF: versloeg Willy Falck Hansen Denemarken finale: verloor van Roger Beaufrand Frankrijk |
| Daan van Dijk Bernard Leene                                   | tandem (m)               | Goud      | KF: versloegen Ferry Dusika Anton Schaffer Oostenrijk HF: versloegen Francesco Malatesta & Adolfo Corsi Frankrijk finale: versloegen Ernest Chambers & John Sibbit Groot-Brittannië                 |
| Janus Braspennincx Jan Maas Jan Pijnenburg Piet van der Horst | ploegenachtervolging (m) | Zilver    | 1/8F: versloegen Zwitserland KF: versloegen Polen HF: versloegen Frankrijk finale: verloren van Italië                                                                                              |
| Janus Braspennincx                                            | wegwedstrijd (m)         | 27e       | 5:17.07 |
| Leen Buis                                                     | wegwedstrijd (m)         | 17e       | 5:14.15 |
| Ben Duijker                                                   | wegwedstrijd (m)         | 36e       | 5:23.22 |
| Antonius Kuys                                                 | wegwedstrijd (m)         | -         | viel uit |
| Janus Braspennincx Leen Buis Ben Duijker                      | wegwedstrijd ploeg (m)   | 9e        | 15:54.44 |

### Worstelen
| Olympiër               | Discipline                     | Resultaat      | Prestatie |
| Grieks-Romeins         | Grieks-Romeins                 | Grieks-Romeins | Grieks-Romeins |
| ---------------------- | ------------------------------ | -------------- | --- |
| Johannes van Maaren    | Bantamgewicht (tot 58 kg)      | 11e plaats     | Eerste ronde Versloeg Burhan Conkeroğlu Tweede ronde Verloor van Eduard Pütsep Derde ronde Verloor van Jindřich Maudr                                                                                 |
| Johannes Nolten Junior | Vedergewicht (tot 62 kg)       | 14e plaats     | Eerste ronde Verloor van Aleksanteri Toivola Tweede ronde Verloor van Gerolamo Quaglia |
| Walter Massop          | Lichtgewicht (tot 67,5 kg)     | 6e plaats      | Eerste ronde Versloeg Miroslav Metzner-Fritz Tweede ronde Versloeg Adolphe Dumont Derde ronde Verloor van Lajos Keresztes Vierde ronde Versloeg Frits Janssens Vijfde ronde Verloor van Walter Massop |
| Simon Balkema          | Middengewicht (tot 75 kg)      | 13e plaats     | Eerste ronde Verloor van Franjo Palković Tweede ronde Verloor van Jean Saenen |
| Johan Heijm            | Halfzwaargewicht (tot 82,5 kg) | 9e plaats      | Eerste ronde Verloor van Robert Gaupset Tweede ronde Versloeg Max Studer Derde ronde Verloor van Otto Pohla                                                                                           |
| Jacob Simonis          | Zwaargewicht (boven 82,5 kg)   | 9e plaats      | Eerste ronde Bye Tweede ronde Verloor van Josef Urban Derde ronde Verloor van Rudolf Svensson |

### Zeilen
| Olympiër | Discipline      | Resultaat | Prestatie                                                                  |
| --- | --------------- | --------- | -------------------------------------------------------------------------- |
| Willem de Vries Lentsch sr.                                                                                                   | 12 voets jollen | 4e        | voorronde: 17 punten (4e,1e, DNF 10e, 2e) Finale 19 punten (7e, 6e, 5, 1e) |
| Hans Fokker Carl Huisken Hans Pluijgers Wim Schouten Roeffie Vermeulen                                                        | 6m klasse       | 4e        | (8e 5e, 1e, 4e, 7e, 7e, 5e)                                                |
| Lambertus Doedes Johannes Cornelis van Hoolwerff Hendrik Kersken Cornelis van Staveren Gerard de Vries Lentsch Maarten de Wit | 8m klasse       | Zilver    | (1e, 3e, 1e, 3e, 2e, 2e, 3e)                                               |

Bij de rangschikking voor de 6m-klasse en 8m-klasse werd berekend op basis van aantal overwinningen, bij een gelijke stand werd gekeken naar het aantal tweede plaatsen en als daarna naar het aantal derde plaatsen.

### Zwemmen
| Olympiër                                                               | Discipline      | Resultaat    | Prestatie                                                       |
| ---------------------------------------------------------------------- | --------------- | ------------ | --------------------------------------------------------------- |
| Henk van Essen                                                         | 100m vrij (m)   | serie        | serie 7: 1.07,4 (3e tijd)                                       |
| Leen Korpershoek                                                       | 200m school (m) | serie        | serie 4: 3.04,0 (3e tijd)                                       |
| Dick de Man                                                            | 1500m (m)       | serie        | serie 2: 23.03,2 (3e tijd)                                      |
| Piet Bannenberg Johannes Harmen Brink Henk van Essen Gerrit van Voorst | 4x200m (m)      | serie        | serie 2: - (4e tijd)                                            |
|                                                                        |                 |              |                                                                 |
| Rie Vierdag                                                            | 100m vrij (v)   | halve finale | serie 1: 1.14,4 (3e tijd) HF 2: - (5e tijd)                     |
| Truus Baumeister                                                       | 400m vrij (v)   | serie        | serie 1: 6.26,4 (3e tijd)                                       |
| Marie Braun                                                            | 400m vrij (v)   | Zilver       | serie 4: 5.53,8 HF 2: 5.54,6 (1e tijd) finale: 5.57,8           |
| Marie Braun                                                            | 100m rug (v)    | Goud         | serie 2: 1.21,6 WR (1e tijd) finale: 1,22,0                     |
| Jeanne Grendel                                                         | 100m rug (v)    | serie        | serie 3: 1.26,2 (3e tijd)                                       |
| Marie Baron                                                            | 200m school (v) | Zilver       | serie 2: (2e tijd) 3.20,2 HF 1: 3.15,4 (1e tijd) finale: 3.15,2 |
| Cor van Gelder                                                         | 200m school (v) | serie        | serie 1: - (4e tijd)                                            |
| Greet van Norden                                                       | 200m school (v) | halve finale | serie 4: 3.27,2 (1e tijd) HF 2: - (4e tijd)                     |
| Truus Baumeister Marie Braun Eva Smits Rie Vierdag                     | 4x100m vrij (v) | -            | serie 1: 5.08,8 (2e tijd) finale: gediskwalificeerd             |